# Moyon
Moyon és un municipi francès situat al departament de la Manche i a la regió de Normandia. L'any 2007 tenia 1.079 habitants.

## Demografia

### Població
El 2007 la població de fet de Moyon era de 1.079 persones. Hi havia 419 famílies de les quals 110 eren unipersonals (59 homes vivint sols i 51 dones vivint soles), 117 parelles sense fills, 161 parelles amb fills i 31 famílies monoparentals amb fills.
La població ha evolucionat segons el següent gràfic:
Habitants censats

### Habitatges
El 2007 hi havia 474 habitatges, 431 eren l'habitatge principal de la família, 13 eren segones residències i 30 estaven desocupats. 419 eren cases i 31 eren apartaments. Dels 431 habitatges principals, 242 estaven ocupats pels seus propietaris, 184 estaven llogats i ocupats pels llogaters i 5 estaven cedits a títol gratuït; 20 tenien una cambra, 16 en tenien dues, 78 en tenien tres, 96 en tenien quatre i 221 en tenien cinc o més. 337 habitatges disposaven pel capbaix d'una plaça de pàrquing. A 186 habitatges hi havia un automòbil i a 194 n'hi havia dos o més.

### Piràmide de població
La piràmide de població per edats i sexe el 2009 era:
| Homes | Edats   | Dones |
| ----- | ------- | ----- |
| 0     | 95 o +  | 0     |
| 4     | 90 a 94 | 12    |
| 0     | 85 a 89 | 12    |
| 0     | 80 a 84 | 8     |
| 20    | 75 a 79 | 12    |
| 28    | 70 a 74 | 24    |
| 16    | 65 a 69 | 36    |
| 20    | 60 a 64 | 24    |
| 20    | 55 a 59 | 12    |
| 28    | 50 a 54 | 24    |
| 12    | 45 a 49 | 16    |
| 36    | 40 a 44 | 8     |
| 44    | 35 a 39 | 64    |
| 28    | 30 a 34 | 16    |
| 44    | 25 a 29 | 40    |
| 16    | 20 a 24 | 16    |
| 40    | 15 a 19 | 12    |
| 32    | 10 a 14 | 28    |
| 52    | 5 a 9   | 32    |
| 28    | 0 a 4   | 36    |

## Economia
El 2007 la població en edat de treballar era de 628 persones, 476 eren actives i 152 eren inactives. De les 476 persones actives 445 estaven ocupades (241 homes i 204 dones) i 32 estaven aturades (14 homes i 18 dones). De les 152 persones inactives 67 estaven jubilades, 46 estaven estudiant i 39 estaven classificades com a «altres inactius».

### Ingressos
El 2009 a Moyon hi havia 430 unitats fiscals que integraven 1.098 persones, la mediana anual d'ingressos fiscals per persona era de 14.737 €.

### Activitats econòmiques
Dels 48 establiments que hi havia el 2007, 6 eren d'empreses alimentàries, 1 d'una empresa de fabricació de material elèctric, 1 d'una empresa de fabricació d'altres productes industrials, 12 d'empreses de construcció, 14 d'empreses de comerç i reparació d'automòbils, 1 d'una empresa de transport, 2 d'empreses d'hostatgeria i restauració, 2 d'empreses financeres, 1 d'una empresa immobiliària, 1 d'una empresa de serveis, 5 d'entitats de l'administració pública i 2 d'empreses classificades com a «altres activitats de serveis».
Dels 19 establiments de servei als particulars que hi havia el 2009, 1 era una oficina de correu, 2 oficines bancàries, 1 taller de reparació d'automòbils i de material agrícola, 2 paletes, 1 guixaire pintor, 7 fusteries, 1 lampisteria, 1 empresa de construcció, 1 perruqueria i 2 restaurants.
Dels 5 establiments comercials que hi havia el 2009, 1 era una botiga de més de 120 m², 1 una botiga de menys de 120 m², 1 una fleca, 1 una botiga de material de revestiment de parets i terra i 1 una joieria.
L'any 2000 a Moyon hi havia 68 explotacions agrícoles que ocupaven un total de 1.862 hectàrees.

## Equipaments sanitaris i escolars
El 2009 hi havia una escola elemental.

## Poblacions més properes
El següent diagrama mostra les poblacions més properes.